# Az apa (film, 2020)
Az apa (eredeti cím: The Father) 2020-ban bemutatott francia–brit filmdráma, melyet Florian Zeller rendezett. A főszerepben Anthony Hopkins, Olivia Colman, Mark Gatiss, Imogen Poots, Rufus Sewell és Olivia Williams látható. A film cselekményének középpontjában egy idős, demenciában szenvedő férfi áll.
Az apa világpremierjét 2020. január 27-én, a Sundance Filmfesztiválon tartották, az Egyesült Királyságban 2021. június 11-én mutatták be a Lionsgate forgalmazásában. A film a kritikusoktól jó értékelést kapott, kiemelve Hopkins és Colman színészi játékát, valamint a demencia ábrázolását. A filmet hat kategóriában jelölték Oscar-díjra a 93. Oscar-gálán, ebből a legjobb férfi főszereplőnek és a legjobb adaptált forgatókönyvnek járó díjat el is nyerte. A 78. Golden Globe-gálán négy jelölést kapott.

## A film cselekménye
Anne (Olivia Colman) meglátogatja apját, Anthonyt (Anthony Hopkins) a lakásában, miután az összeveszett legutóbbi gondnokával. Anthony demenciában szenved, betegségének következtében pedig folyamatosan megfeledkezik fontos életeseményekről és arról, hogy hol vannak lakásában a holmijai, köztük az órája. Ugyan az ékszert mindennap ugyanarra a helyre teszi, ennek ellenére úgy gondolja, hogy azt gondozója lopta el. Anne elmondja apjának, hogy Londonból Párizsba költözik, hogy új párjával éljen együtt. Ez zavarba ejti Anthonyt, ráadásul lánya közli vele, ha továbbra sem hajlandó elfogadni gondozóját, akkor be kell költöznie egy idősek otthonába.
Másnap Anthony egy ismeretlen férfit, Pault (Mark Gatiss) találja a házában, aki azt mondja neki, ő vele és a lányával él. Lánya ekkor ér haza a vásárlásból, azonban más nőként megjelenve, ami szintén összezavarja a férfit.  Mindeközben új gondnok, Laura (Imogen Poots) érkezik a házba. Anthony később elmondja Laurának, hogy a másik lányára, Lucyra emlékezteti, akivel hónapok óta nem beszélt, bár arra nem emlékszik, hogy ennek mi az oka.
Anne orvoshoz viszi apját, akinek saját állítása szerint nincsenek problémái az emlékezőképességével. A férfi később Laurának mesél Lucyról, és arról, hogy mennyire büszke lányára, aki festő. Laura elmondja neki, hogy mennyire sajnálja Lucy balesetét, de Anthony nem tudja, mire utal a gondozója. Laura a témát tovább nem feszegetve beadja a férfinak az esti gyógyszerét. A film folyamán kiderül, hogy Anthony évek óta valóban Anne és Paul lakásában él, de ő úgy véli, még mindig a saját lakásában.
Anthony egy alkalommal felébred a szobájában, és a folyosóra lépve egy kórházban találja magát. Emlékszik, hogy lánya, Lucy (Imogen Poots) autóbalesetben halt meg a kórházban. Látja véres testét a kórházi szobában, majd egy teljesen más hálószobában ébred, ezúttal egy idősek otthonában. Ápolója, Catherine (Olivia Williams) a vizit során arról tájékoztatja, hogy Anne Paullal Párizsba költözött, és alkalmadtán hétvégente látogatja meg őt. Anthony ráébred, hogy képtelen többé megérteni a világot, követni élete változásait, ráébred, hogy elvesztette Anne-t, édesanyját szeretné látni. Catherine sírva vigasztalja, majd megígéri, hogy a nap folyamán kiviszi őt a parkba.

## Szereplők
| Szerep                   | Színész         | Magyar hang       |
| ------------------------ | --------------- | ----------------- |
| Anthony                  | Anthony Hopkins | Fodor Tamás       |
| Anne                     | Olivia Colman   | Kiss Eszter       |
| Paul                     | Rufus Sewell    | Fillár István     |
| Laura/Lucy               | Imogen Poots    | Sipos Eszter Anna |
| Catherine / Laura / Anne | Olivia Williams | Bertalan Ágnes    |
| Bill / Paul              | Mark Gatiss     | Csankó Zoltán     |

## Háttér és forgatás
2019 májusában jelentették be, hogy Florian Zeller saját drámája alapján Christopher Hamptonnal írja a készülő produkció forgatókönyvét. A főbb szerepekre szerződtetett színészek még ebben a hónapban csatlakoztak a projekthez, és május 13-án a forgatások is elkezdődtek. A forgatási helyszínek között volt a Nyugat-Londonban található Hayes és az ottani filmstúdió.

## Forgalomba hozatal
A film világpremierje a Sundance Filmfesztiválon volt 2020. január 27-én. Ezt követően a Sony Pictures Classics és a Lionsgate megszerezte a film forgalmazási jogait az Egyesült Államokra, illetve az Egyesült Királyságra vonatkozóan. A produkciót vetítették 2020. szeptember 14-én a Torontói Nemzetközi Filmfesztiválon és 2020 októberében az Amerikai Filmintézet (AFI) fesztiválján is.
Az apát részben a nemzetközi koronavírus-járvány miatt az eredeti terveknél később, Indiában 2021. április 23-án, az Egyesült Királyságban pedig 2021. június 11-én mutatták be. VoD-on az Egyesült Államokban korlátozott számban elérhető volt 2020. március 26-tól, annak ellenére,  hogy eredeti bemutatási dátuma 2020. december 18. volt.